# Arquitectura núbia

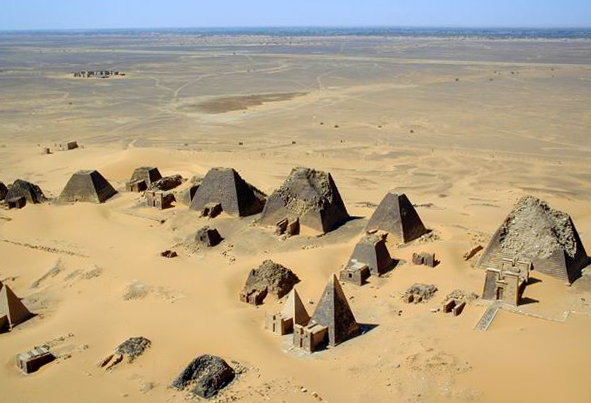
Piràmides meroítiques

L'arquitectura núbia és diversa i antiga. A Núbia s'han trobat pobles que daten del 6000 abans de la nostra era. Aquests llogarets eren si fa no fa contemporanis de la ciutat emmurallada de Jericó de Palestina.

## Primer període

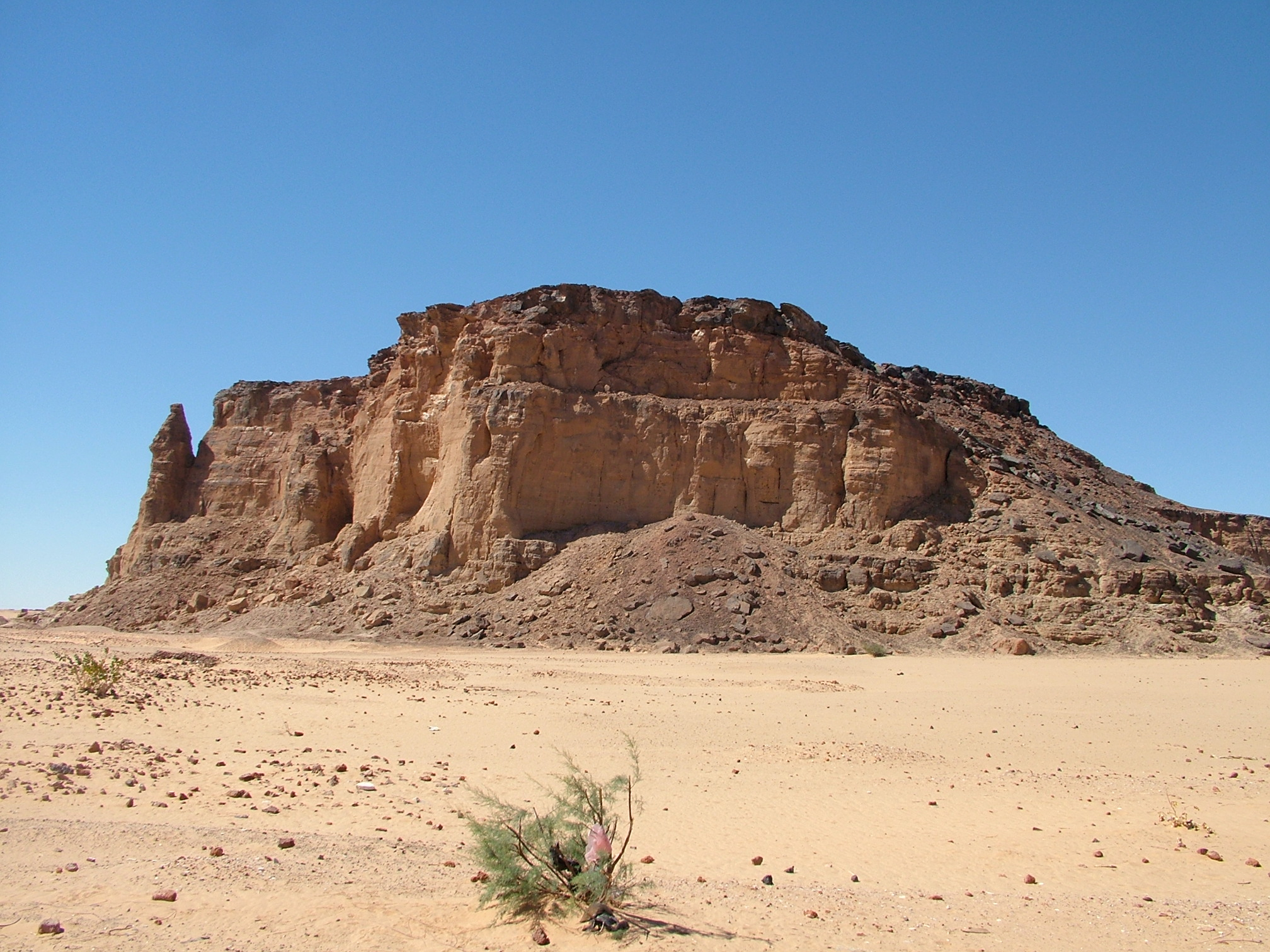
Gebel Barkal

L'arquitectura núbia més antiga feia servir materials peribles, com ara tova, rajola de fang, pells d'animals i altres materials lleugers i flexibles. Aquesta arquitectura primitiva consistia en estructures derivades del tallat de la roca, una innovació de la cultura del Grup-A (c. 3500-2374 abans de la nostra era), com s'aprecia en el temple excavat a la Cova de Sofala. Els antics egipcis usaven molt l'arquitectura en roca durant l'Imperi Nou.
Hi ha dos tipus de tombes del Grup-A. Una tenia forma ovalada, amb uns 0,8 m de profunditat. La segona tenia també forma ovalada, amb 1,3 m de profunditat i una segona cambra més fonda.
La cultura del Grup-A va desaparéixer, seguida més tard per la cultura del Grup-C (2200-1500 abans de la nostra era). Els assentaments tenien estructures redones amb sòls de pedra. El marc de l'estructura es feia amb fusta o amb materials flexibles. Les rajoles de fang eren els materials de construcció preferits a mesura que els assentaments es feien més grans. Les tombes eren cilíndriques circulars amb parets de pedra, la fossa s'omplia de grava i pedres, i es cobria amb un sostre de fang sec o farratge sec. Més tard, durant el Segon Període Intermedi d'Egipte (entre el 1650 i el 1550 ae), es col·locava una capella de tova al nord de la tomba. Les tombes es trobaven a El Ghaba, Kadero, Sayala i altres indrets del nord de Sudan.

## Kerma

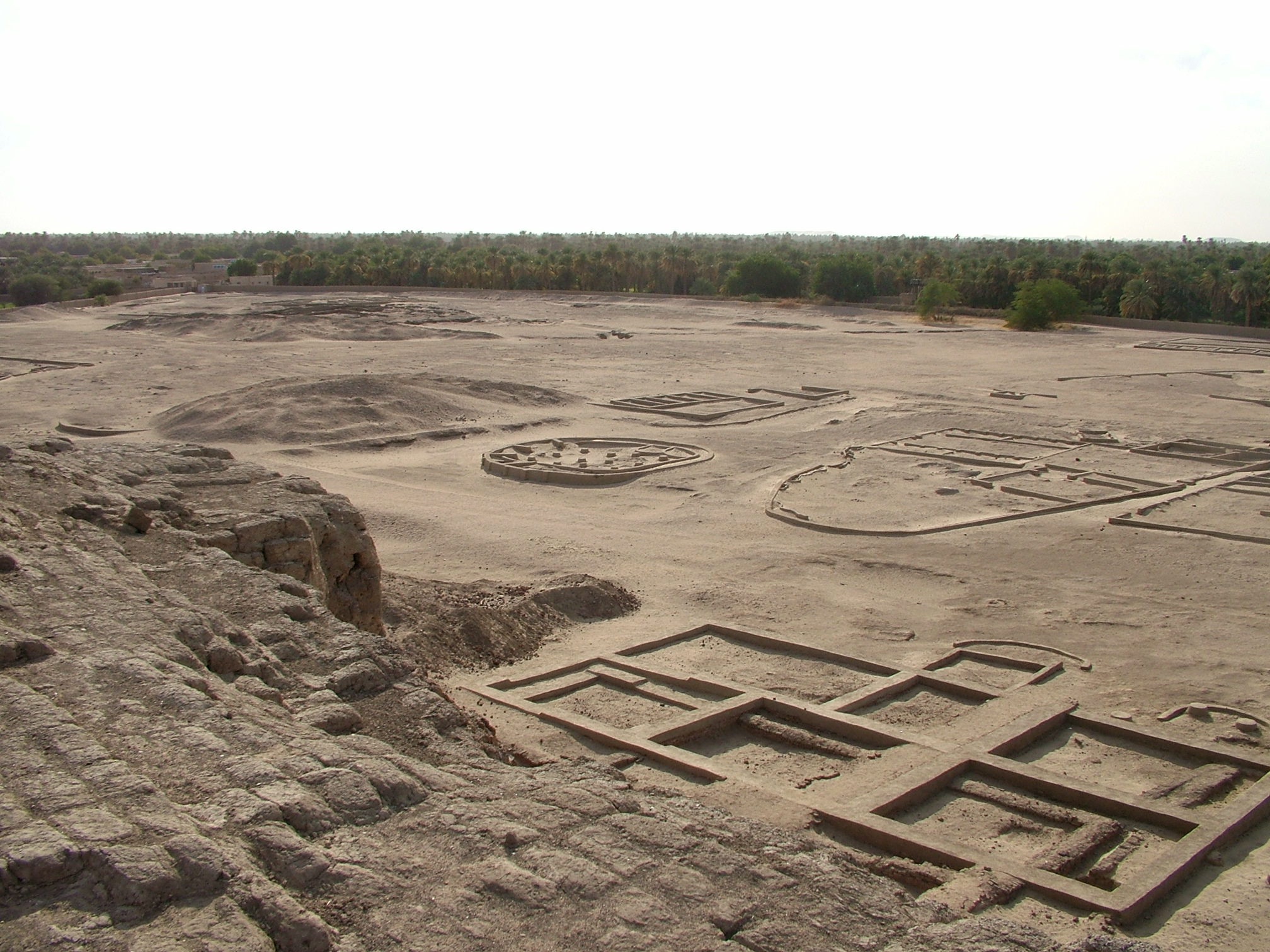
La ciutat de Kerma

La cultura del Grup-C estava relacionada amb la cultura Kerma. Kerma es va establir al voltant de l'any 2400 abans de la nostra era. Era una ciutat emmurallada que contenia un temple, un gran habitatge circular, un palau i camins ben traçats. Al costat est de la ciutat, es va construir un temple funerari i una capella. Hi havia una població de 2.000 persones. Una de les seues estructures més perdurables fou la deffufa, un temple de rajola de fang on es realitzaven cerimònies a la part superior.
La deffufa és una estructura única en l'arquitectura núbia. Hi ha tres deffufa conegudes de moment: la Deffufa Occidental de Kerma, una Deffufa Oriental, i una tercera deffufa poc coneguda. La Deffufa Occidental fa 50 per 25 metres. Té 18 metres d'alçada i consta de tres plantes. Estava envoltada per una muralla. Dins hi havia estades unides per corredors.

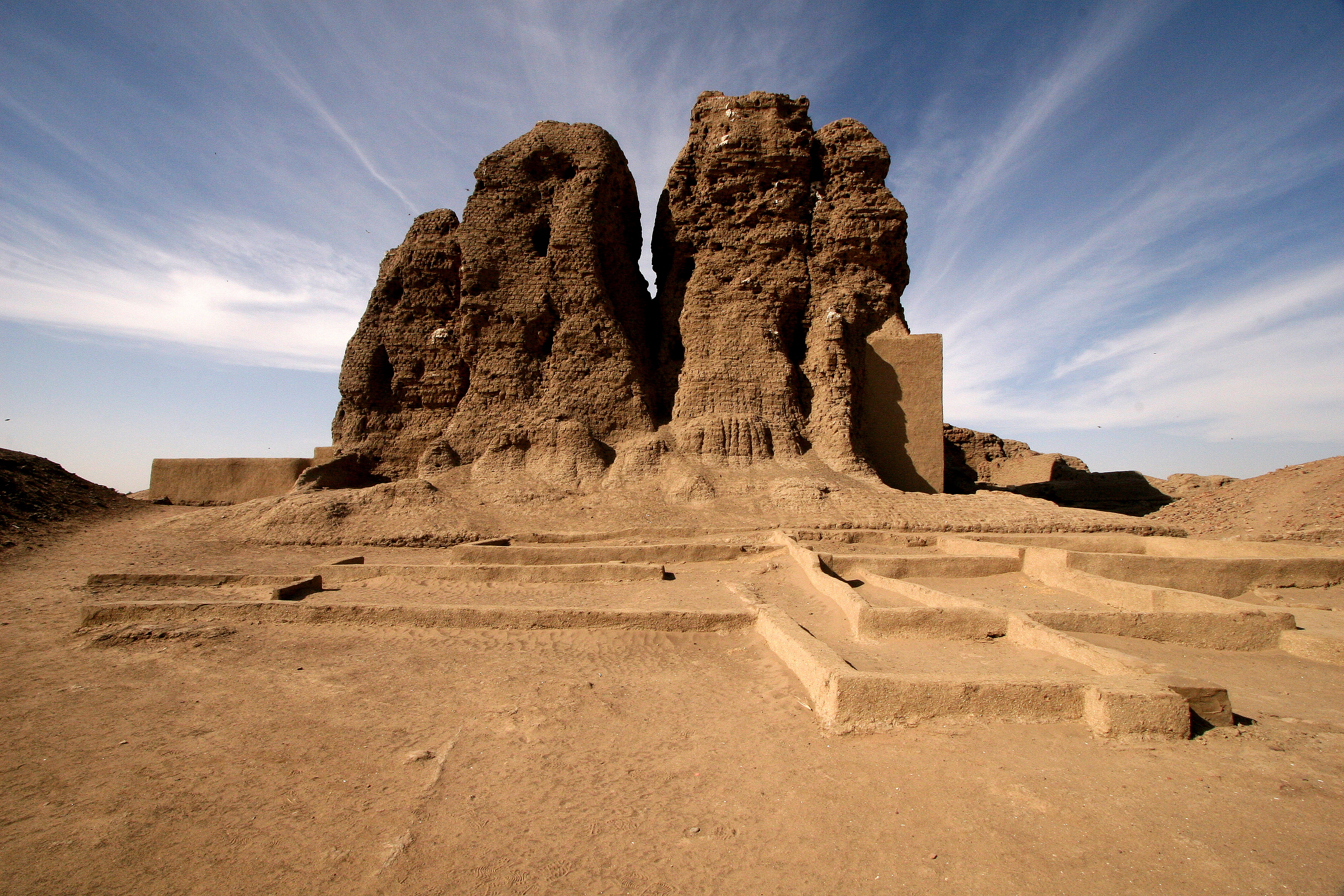
Deffufa Occidental

La Deffufa Oriental és a 2 quilòmetres a l'est de l'Occidental. L'Oriental és més baixa que l'occidental, només de dos pisos. Es considera una capella funerària, envoltada de 30.000 túmuls o tombes. Té dues sales hipòstiles. Les parets estan decorades amb retrats d'animals amb esquemes de color roig, blau, groc i negre; i els terres són de pedra. Les parets de fora estaven recobertes de pedra. La tercera deffufa és d'estructura similar a l'Oriental.
Les tombes de Kerma són fosses circulars cobertes de còdols blancs o negres en un monticle redó. Hi ha quatre tombes enormes a la part sud de l'indret. Es troben en fileres envoltades de tombes més petites. El diàmetre n'és de 9 m, cobert amb monticles circulars de còdols blancs i negres del desert de 3 m d'alçada. Al dessota n'hi ha una estructura complexa. Una sendera que discorre al llarg del diàmetre té parets de fang, que sostenen el monticle anterior. Les parets de fang sembla que estaven decorades. El camí duu a una cambra amb volta núbia i una porta de fusta on és enterrat el rei. El llit del rei té les potes tallades en pedra. La cambra voltada és al bell mig de l'estructura. Es van sacrificar 300 persones i 1.000 caps de bestiar amb el rei per a acompanyar-lo a l'altra vida.

## Cuix i Nàpata

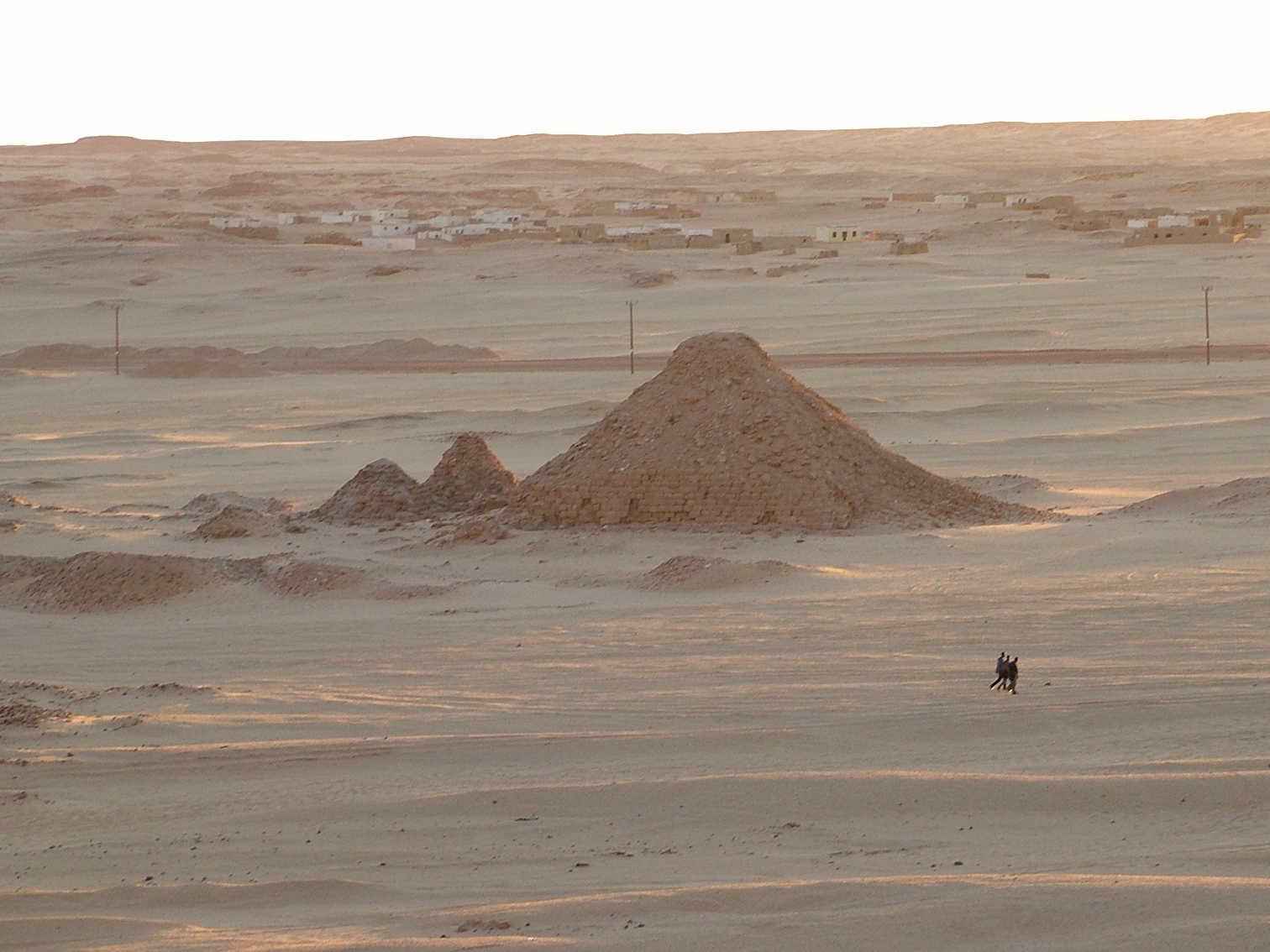
Piràmides a prop de Gebel Barkal

Entre el 1500-1085 abans de la nostra era, hi hagué la conquesta egípcia i la dominació de Núbia. Aquesta conquesta comportà la fase de Nàpata de la història núbia, el naixement del Regne de Cuix. Cuix estigué molt influenciat per Egipte i finalment el va conquistar. Durant aquesta fase es van construir moltes piràmides i temples.
De molta importància espiritual per als faraons nubis fou Gebel Barkal. Els faraons nubis hi celebraven la coronació faraònica i en consultaven l'oracle. Es creia que era l'estatge de la deïtat Amon. També hi havia temples per a Mut, Hator i Bes. S'hi han excavat tretze temples i tres palaus.
La ciutat de Nàpata no ha estat completament excavada. Alguns dels temples els van començar alguns faraons i van ser afegits per faraons successors, tot començant-ne amb els egipcis. George Andrew Reisner excavà Gebel Barkal, i n'etiquetà els seus monuments com a B per Barkal. Alguns en són: B200 (Temple de Taharqa), B300 (altre Temple de Taharqa, de Mut, Hator i Bes), B500 (Temple d'Amon o Beit al-Wali), B501 (pati exterior), B502 (sala hipòstila), B700 (temple), B800sub (Temple d'Alara de Núbia), B1200 (palau). Psamètic II de la Dinastia XXVI d'Egipte va saquejar la regió en el 593 abans de la nostra era, i va destruir totes les estàtues núbies de B500.
Les piràmides núbies es construïren en tres llocs principals: Al-Kurru, Nuri i Mèroe. S'alçaren més piràmides i durant més temps a Núbia que a Egipte. Núbia té 223 piràmides. Eren més petites que les egípcies i estaven destinades a reis i reines. La construcció general de les piràmides núbies consistia en parets empinades, una capella orientada a l'est, una escala també cap a l'est i un accés a la cambra per l'escala.
Al-Kurru fou el primer indret important. Es troba a 13 quilòmetres al sud de Gebel Barkal. Estava fet de gres. L'altura n'oscil·la entre els 10 i els 30 metres. Uns 10 faraons i 14 reines foren soterrats a Al-Kurru.
Nuri era un altre lloc important amb piràmides, al nord-est de Gebel Barkal. S'hi van construir les tombes de 20 faraons i 54 reines. Les piràmides del faraó varien de 39,5 a 65 m d'alçada. Les piràmides de les reines fan de 9 a 17 m. Les tombes es  tallaren al llit rocós. La cambra dels faraó contenia tres cambres interconnectades, i la de la reina dues.

## Mèroe

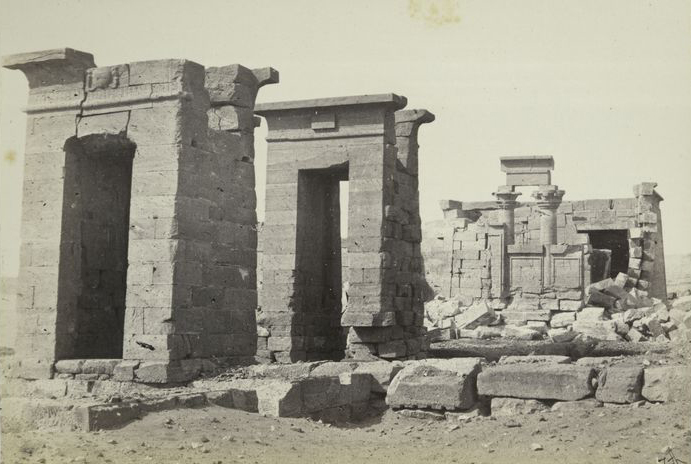
Temple de Debod el 1862

El tercer lloc amb piràmides núbies, Mèroe, es considera el lloc arqueològic més gran del món, on més piràmides núbies hi ha.
Els antics nubis establiren un sistema geomètric que incloïa les primeres versions de rellotges de sol, molts dels quals es troben a Mèroe. Durant el període meroític de la història núbia, els antics nubis utilitzaven una metodologia trigonomètrica semblant a la dels egipcis.

## Núbia cristiana

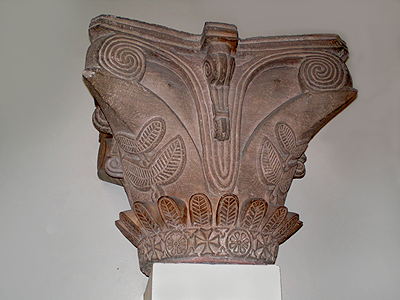
Un capitell de l'església de Faras

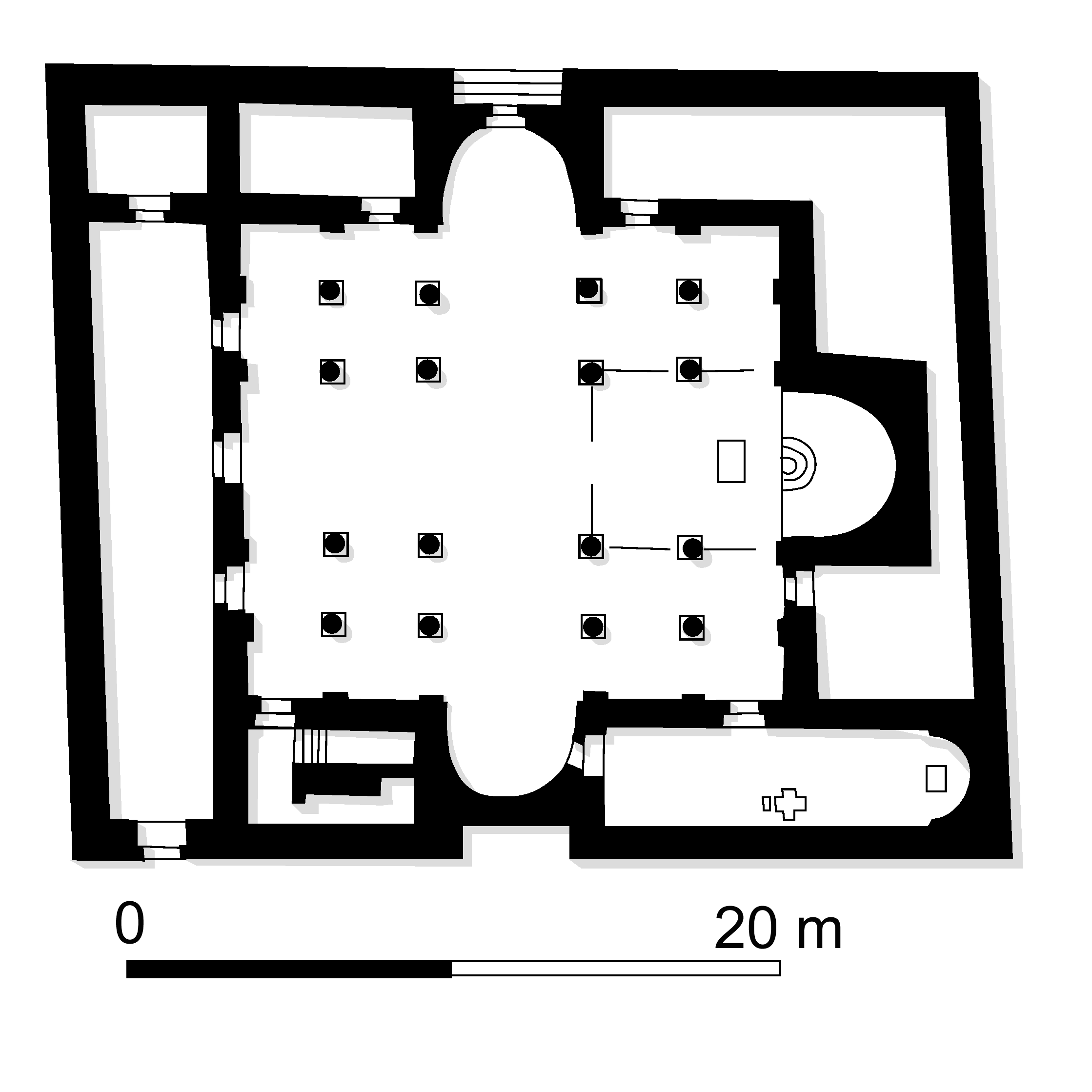
Plànol de la Reial església de Dongola

La cristianització de Núbia va començar en el segle vi. La seua arquitectura més representativa són les esglésies, que segueixen les basíliques de l'Imperi Romà d'Orient. Les estructures són relativament petites i estan fetes amb rajola de fang. L'església és de forma rectangular. Les columnes en divideixen la nau. Al costat hi ha l'absis i l'altar enfront. L'àrea entre l'altar i l'absis es deia Haikal. A l'oest, hi havia una torre o cambra superior a la cantonada sud i a la nord. Les portes eren a les parets nord i sud. Es conserven algunes esglésies més elaborades, construïdes en pedra, dues a Faras i l'església de Ghazail.
La pintura de l'església amb temes bíblics fou popular, però poques n'han sobreviscut. Les millors pintures que es conserven són a l'església Rivergate de Faras i a l'església d'Ab El Qadir.
L'arquitectura vernacla del període cristià és escassa. L'arquitectura de Soba és l'única que a hores d'ara ha estat excavada. Les estructures són de rajola assecada al sol, com al Sudan actual.
Una característica destacada de les esglésies núbies són les voltes (cúpula) fetes de rajola de fang, que foren recuperades per l'arquitecte egipci Hassan Fathy després de redescobrir la tècnica al poble nubi d'Abu al-Riche. La tecnologia és defensada pels ecologistes, perquè fa ús de la terra pura sense necessitat de fusta.

## Núbia islàmica
La conversió a l'islam fou un procés lent, amb gairebé 600 anys de resistència. La major part de l'arquitectura de l'època són mesquites construïdes amb rajola de fang. Un dels primers intents de conquesta fou per l'egipci-nubi Ibn Abi Sarh, un dirigent musulmà que volgué conquerir tota Núbia en el segle viii. Fou un complet fracàs. Un acord anomenat el Baqt, va instituir les relacions entre Egipte i Nigèria durant sis segles, i va permetre la construcció d'una mesquita a la capital núbia de Dongola per als viatgers musulmans. A mitjan segle xiv, Núbia s'havia convertit a l'islam. L'església Reial de Dongola esdevingué una mesquita, així com moltes altres esglésies.
Les tombes núbies eren simples pous, amb els cossos dels difunts orientats cap a la Meca. Algunes estructures úniques eren les gubba, tombes reservades als sants musulmans. Eren cúpules emblanquinades fetes de rajola de tova.